# Vertrouwen (schip, 1908)
De VERTROUWEN is een Friese maatkast en varend monument, dat tegenwoordig als wachtschip in gebruik is als moederschip voor kampen bij waterscouting Scouting Kon-Tiki in Haarlem. Het is als sleepschip zonder zeil of motor gebouwd. 
Het schip heeft grote gemeenschappelijke verblijven en een accommodatie voor 28 personen. Het heeft een roef aan de den. 

In 1958 werd er een motor geplaatst, waarmee het schip tot 1978 in de vrachtvaart actief geweest is. Het schip werd in dat jaar gekocht door de stichting Vertrouwen en die bouwde het om tot vakantieschip voor eenoudergezinnen en anderen die zich een vakantie moeilijk of niet konden permitteren. 

## Liggers Scheepmetingsdienst[3]
| Meetnummer              | District en volgnr. | Meetdatum         | Meetplaats | Lengte (m) | Breedte (m) | Inzinking (m) | Waterverplaatsing (ton) | Naam       | Eigenaar          | Domicilie |
| ----------------------- | ------------------- | ----------------- | ---------- | ---------- | ----------- | ------------- | ----------------------- | ---------- | ----------------- | --------- |
| Hz1291N                 | Hoogezand 1291      | 27 april 1908     | Hoogezand  | 31 m 50 cm | 6 m 06 cm   | –             | 175,311 ton             | EBENHAËZER | Johannes Snoodijk | Rotterdam |
| Hermeting               |                     | 21 maart 1922     | Amsterdam  | 31 m 50 cm | 6 m 08 cm   | –             | 260,587 ton             |            |                   |           |
| Andere naam en eigenaar |                     |                   |            |            |             |               |                         | SPECULANT  | B. Vellinga       | Groningen |
| Andere eigenaar         |                     |                   |            |            |             |               |                         |            | H.A. Teuber       | Groningen |
| G4613N                  | Groningen 4613      | 27 september 1937 | Hoogkerk   | 31 m 50 cm | 6 m 07 cm   | –             | 263,398 ton             | SPECULANT  | H. Teuben         | Groningen |
| G9495N                  | Groningen 9495      | 11 december 1956  | Groningen  | 31 m 50 cm | 6 m 09 cm   | 2 m 16 cm     | 262,235 ton             | SPECULANT  | H. Teuben         | Foxhol    |
| Andere naam             |                     |                   |            |            |             |               |                         | ADJO II    |                   |           |
| R30658N                 | Rotterdam 30658     | 28 oktober 1966   | –          | 31 m 54 cm | 6 m 09 cm   | 2 m 15 cm     | 253,893 ton             | ADJO       | -                 | -         |
| AN3786                  | Amsterdam 3786      | 31 oktober 1988   | –          | 31 m 54 cm | 6 m 06 cm   | 0 m 95 cm     | 49,352 ton              | VERTROUWEN | -                 | -         |